# 제2군 (영국)
영국 제2군은 영국 육군의 야전군으로 제1차 세계 대전과 제2차 세계 대전 때 활동했다. 1차 대전 기간에는 서부 전선에서 주로 활동하다가 후에 이탈리아 전선으로 이동했다. 2차 대전 기간에는 노르망디 상륙과 마켓가든 작전을 주도적으로 이끄는 등 서부 전선에서 많은 활약상을 보여주었다.

## 1차 세계 대전
제2군은 1914년 12월 26일 형성된 영국 육군의 일부였다. 영국 해외원정군이 지휘하기에 너무나 컸기에 이들을 하위의 부대로 나누었던 것이다. 2군은 제3군단과 제4군단을 동시에 지휘했으며, 이들은 제1차 이프르 전투 등 이프르 인근에서 활동했지만 1917년 11월부터 1918년 3월까지 이탈리아 원정군의 일부로 이탈리아에 재배치되었다. 후에 이들은 라인 강 주둔 영국군으로써 재설립되었다.

## 2차 세계 대전

### 1944년 프랑스
영국 제2군은 마일스 뎀프시의 지휘를 받으며 제21군집단 휘하에서 복무했다. 캐나다 부대를 포함한 영국 제1군단, 그리고 영국 제30군단은 오버로드 작전의 시작이었던 노르망디 상륙에 참전했으며, 나머지 부대는 오버로드 작전의 기타 전투에 참전하기 위해 해안가로 가고 있었던 중이었다. 세번째로 노르망디에 상륙한 영국군 군단인 제8군단은 공격에 초점을 맞추기 위해 6월 말에 들어왔으며, 엡섬 작전의 개시를 위한 것이 주요 목적이었다. 초기 전역에서 영국군의 주요 목표는 프랑스의 도시 캉을 점령하는 것이었으며, 이것은 후에 캉 전투라 불리게 된다. 그러나 다양한 요인으로 인해 애틀랜틱 작전이 시행된 7월 중반까지도 도시는 점령되지 못했다. 애틀랜틱 작전은 제2군의 지휘 하에 캐나다 부대가 수행한 작전이었다.
7월 말 , 미군이 노르망디 지역으로부터 돌파했다. 그들이 동쪽으로 진군하는 동안, 영국군은 희생을 감수하며 독일 제7군을 막아냈고, 결국 제7군은 진격하지 못한 채 정지되고 말았다. 8월 중순, 영국 제2군과 미군은 팔레즈 포위전에서 남아있는 독일군을 전멸시켰다. 이후 미군이 동쪽으로 진격하는 동안, 제2군은 프랑스 북부를 향해 진격을 감행했다. 이 기간 동안 영국 제1군단이 제2군의 지휘 하에 들어오게 되었으며, 이들은 제1캐나다군을 지휘하게 되었다. 노르망디 전역에서의 큰 손실로 제59스태포드셔보병사단은 1944년 8월 보병 손실을 보충하기 위해 해산되었다.

### 베네룩스
제2군은 빠르게 벨기에로 진입해 대부분의 도시들을 해방시켰다. 이 해방된 도시들에는 벨기에의 수도 브뤼셀과 항구 도시인 안트베르펜도 포함되어 있었다. 오버로드 작전을 제치고 제2군이 수행한 가장 대담한 작전은 마켓가든 작전으로, 이들은 작전 당시 주요 병력을 제공하였다. 미군의 제82공수사단과 제101공수사단, 영국군의 제1공수사단, 그리고 제1폴란드낙하병여단이 참여한 공수 부대는 영국 제2군의 지휘 계통이 아니었지만, 네덜란드 동쪽에 있는 주요 강들의 위의 다리들을 점령하는 임무를 맡았다. 영국 제2군의 30군단은 이것을 바탕으로 라인강과 나치 독일로 진격을 하며 이 진격로에 있는 공수 지역들을 연결하려고 했다. 그러나 제30군단이 가는 통로는 좁았기 때문에 엄청난 수송 문제를 겪어야 했으며 독일군의 반격으로 인해 제1공수사단은 아른험 전투에서 큰 피해를 입었다. 결국 작전은 실패로 끝났다.
제2군은 마켓가든 작전 동안 형성된 돌출부를 정리하는데 1944년의 남은 기간을 보냈고, 이 기간 동안 라인 강 및 강, 네덜란드로 진격할 준비를 마쳤다. 이들의 진격은 제8군단과 제12군단에 의해 1945년 1월 중반에 수행된 블랙콕 작전에 의해 로르몬드 삼각지대를 정리하면서 거의 끝나게 된다. 이 진격은 루르로의 진격을 가능하게 한 전투였다. 1945년 2월, 제2군은 소강 국면에 접어들었다. 마주친 독일군들을 저지하면서 제1캐나다군과 미국 제9군은 베리터블 작전과 그레나데 작전으로 협공하며 그 지역의 지크프리트 방어선을 돌파했고, 라인 강 서쪽에 남아있던 독일군을 정리하는 한편, 라인란트 지역으로 미군이 진격할 수 있는 길을 열어주었다.

### 1945년 독일
제2군은 3월 23일 플런더 작전을 통해 라인 강을 건넜다. 이들은 북독일 평원을 가로질러 오스나브뤼크를 향해 진군했으며 제1캐나다군은 이들을 따라 네덜란드 북부를 정리한 후 니더작센주에 있는 올덴부르크 서쪽을 향해 진격했다. 미국 제9군은 이들의 오른쪽에서 발터 모델 휘하의 B 집단군을 포위하기 위해 립슈타트로 갔다. 루르 포위전에서 이들의 대부분은 무장해제되었다. 제2군은 4월 4일 베젤에 도달했고, 4월 19일에는 엘베강, 그리고 5월 2일에는 발트해에 접한 뤼베크에 도달했다. 5월 3일에는 함부르크 시가 항복하면서 함부르크 전투가 끝나게 되었다. 5월 7일에는 영국군과 소련군이 만나게 되었다. 이후 유럽에서의 전쟁은 아돌프 히틀러의 계승자인 카를 되니츠에 의해 끝나게 되었다.

### 사령관
- 1943년 7월-1944년 1월: 중장 케네스 앤더슨[3]
- 1944년 1월-1945년 8월: 중장 마일스 뎀프시[3]

## 전투 서열

### 오버로드 작전
- 제1군단
- 제8군단
- 제12군단
- 제30군단

### 마켓가든 작전
- 제8군단
- 제12군단
- 제30군단

## 같이 보기
- 소드 해변
- 주노 해변
- 골드 해변
- 퍼치 작전
- 빌레보카주 전투
- 찬우드 작전
- 윈저 작전
- 제2차 오동 전투
- 굿우드 작전